# 崔琯
崔琯（8世纪？—845年），字从律，唐朝官员，出自博陵崔氏，駙馬都尉、博陵郡男崔恭禮的五世孙，同州刺史崔頲长子。
崔頲有八子，崔琯与其弟崔珙、崔璪、崔瑝、崔璲、崔璵、崔球、崔璋都至高官，时人比汉朝荀氏，号称“八龙”。崔琯在贞元十八年（802年）进士擢第。又制策登科，出任节度使府，入朝为吏部员外郎。宝历元年（825年）三月廿七，唐敬宗御宣政殿试制举人二百九十一人，以中书舍人郑涵、吏部郎中崔琯、兵部郎中李虞仲并充考制策官。李德裕任御史中丞，引崔琯知杂事。崔琯进升为给事中。大和初年，持节宣慰幽州称旨。兴元军乱，李绛遇害，崔琯奉命平乱褒中，三军从命。回京，改任工部侍郎。大和四年（830年）十二月十六，以工部侍郎崔琯为京兆尹。宋申锡被宦官诬陷，只有京兆尹崔琯、大理卿王正雅连续上疏请将宋申锡放出内狱，唐文宗贬宋申锡开州司马，天下称道其贤。大和五年（831年）五月廿九，以京兆尹崔琯为尚书左丞。大和六年（832年）十二月初十，以尚书右丞崔琯为江陵尹、御史大夫、荆南都团练观察使。大和八年（834年），入为兵部侍郎，转吏部侍郎，权判左丞事。开成二年（837年），正式任命为尚书左丞。其弟崔珙为京兆尹，兄弟并居显列。崔琯以本官权判兵部西铨、吏部东铨事。开成三年（838年）十月初一，以尚书左丞崔琯检校户部尚书，判东都尚书省事、充东都留守、东畿汝都防御等使。朝廷以吏部尚书召他，因病没有就任。会昌年间，转银青光禄大夫、检校吏部尚书、兴元尹，充山南西道节度使。崔珙罢相贬官，崔琯也罢镇归东都。会昌五年（845年）去世，赠尚书左仆射，时人可惜他没有担任宰相。他的曾祖父崔俊之妻曾祖母长孙夫人年高没有牙齿，祖父崔懿祖母之妻唐夫人事奉婆婆至孝，被列为二十四孝。